# Cayrou
Le cayrou est une large brique pleine, rectangulaire, en terre cuite, fabriquée et 
utilisée traditionnellement dans les pays catalans (Pyrénées-Orientales en France, communautés autonomes de Catalogne, de Valence et des îles Baléares en Espagne).
En France, la fabrication traditionnelle n'existe plus que dans une seule usine, la briqueterie Sainte-Marcelle à Saint-Jean-Pla-de-Corts. Elle est classée au patrimoine immatériel du pays sous le titre « Les savoir-faire et usages constructifs de la terre cuite : le cayrou de la briqueterie Sainte-Marcelle à Saint-Jean-Pla-de-Corts ».

## Utilisation

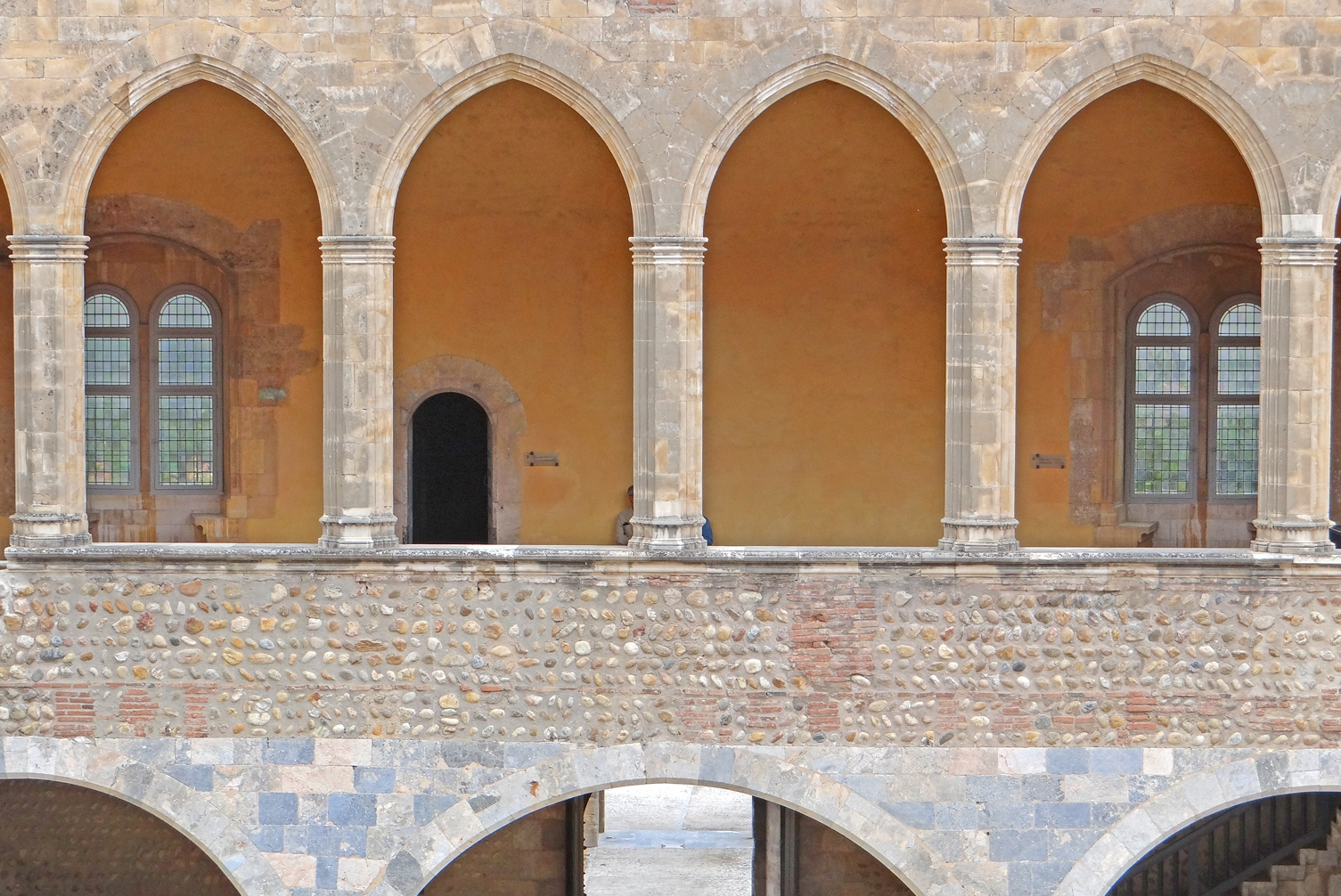
Pierre, galets et cayrou, palais des rois de Majorque (XIIIe siècle), Perpignan.
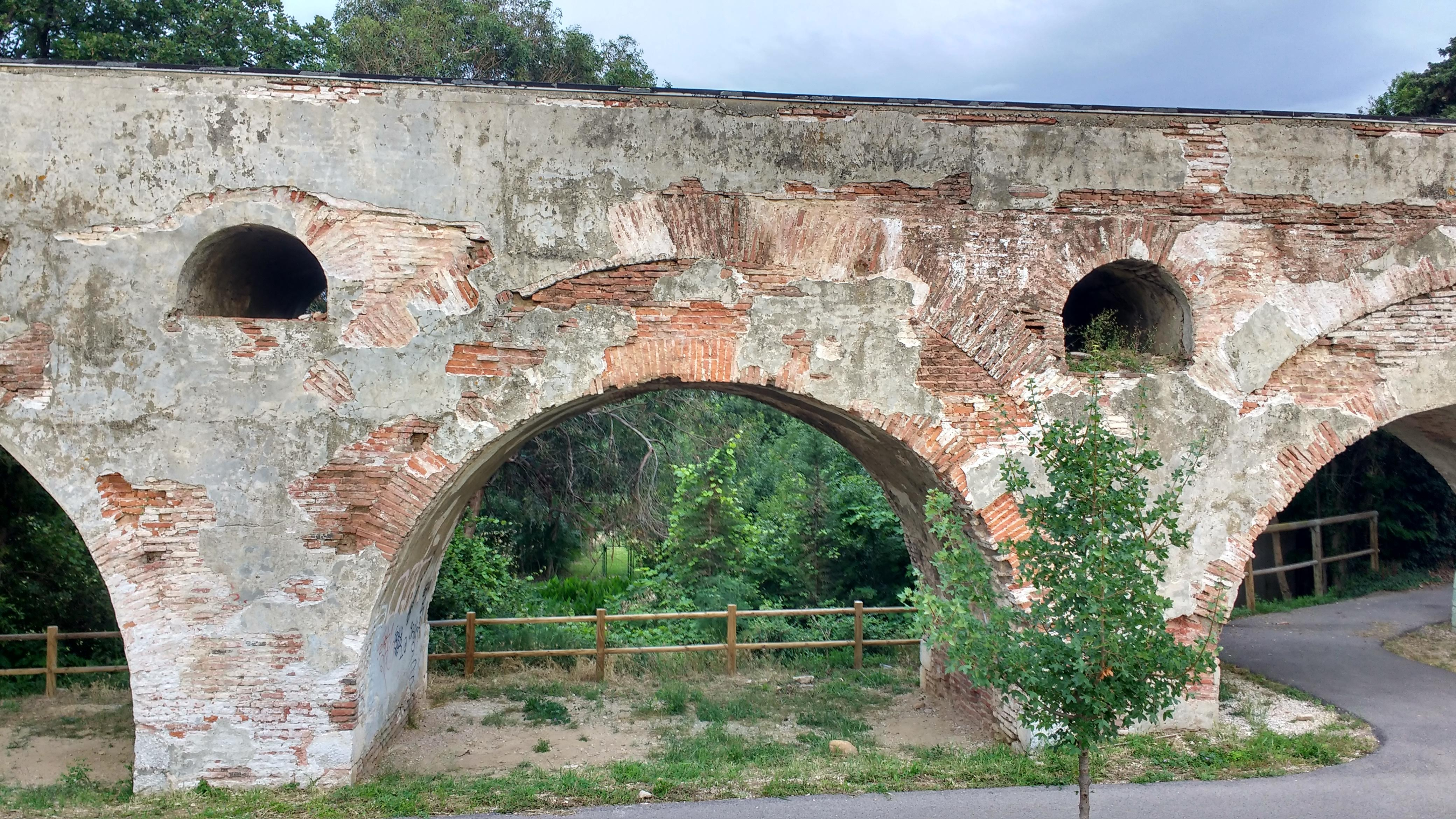
Aqueduc des Arcades (XIVe siècle), Perpignan.